# Гуревич, Любовь Юрьевна
Любовь Юрьевна Гуревич (род. 30 октября 1946, Невель) — петербургский прозаик, критик, искусствовед.

## Биография
В 1970 окончила Ленинградский государственный институт культуры им. Н. К. Крупской. Работала библиотекарем, химиком, экспедитором. Углубленно занималась психологией. В начале 1980-х годов вошла в среду ленинградского неофициального искусства с целью её изучения.

## Творчество
До перестройки публиковалась в самиздате — под псевдонимом Любовь Брет и под собственным именем в журналах «Часы», «Красный щедринец». Тексты, опубликованные позже, за малым исключением, посвящены ленинградскому художественному андеграунду или современной петербургской живописи. В противоположность единству темы, подходы и жанры разнообразны: от любовного романа, философской или психологической прозы до критического эссе, искусствоведческих статей, исторических изысканий, хроники и пр. Книга «Арефьевский круг», где Гуревич была составителем и автором десятка текстов, в 2002 была включена в шорт-лист премии Андрея Белого. Эта же книга в 2003 году получила на Международной ярмарке «Невский книжный форум» Гран-при «Серебряная литера» как лучшая книга года и лучшая книга по искусству. О библиографическом словаре «Художники ленинградского ангенграунда» С. Гедройц (Самуил Лурье) писал: «Под ее пером […] никто ни на кого не похож; каждый из этих художников — будь он, допустим, ничтожен или, предположим, велик — похож только на самого себя; как явственная личность, как персонаж настоящей литературы; как если бы Любовь Гуревич всех по очереди — по алфавиту — выдумала».

## Ресурсы
Архив Любови Гуревич в электронном архиве центра Андрее Белого

## Книги Любови Гуревич
- Прельститель. СПб.: Борей-арт, 1995
- Арефьевский круг: Из материалов к лексикону художников ленинградского андеграунда. СПб.: Борей-арт, 1998
- Александр Арефьев: Банная серия. СПб., 2001
- Сборник статей. СПб.: Борей-арт, 2001
- Арефьевский круг. / Сост. Л. Гуревич. Серия «Авангард на Неве». СПб., 2002
- Художники ленинградского андеграунда: Биографический словарь. СПб.: Искусство. 2007
- Людмила и Руслан: Искусствоведческая склока в одиннадцати абзацах. СПб.: Борей-арт. 2008
- Обязательный пейзаж. СПб., 2011
- Александр Арефьев. Рихард Васми. Шолом Шварц. Валентин Громов // ОНЖ. СПб, 2011 (Новый музей)
- Витрина. СПб., 2013
- Круг Шемякина. Серия «Авангард на Неве». СПб., 2014
- Портреты на фоне холстов. СПб.: Борей-арт, 2017
- Шемякин в художественном ландшафте. СПб.: Борей-арт, 2020

## Избранные журнальные публикации
- Любовь Брет. Новые художники // Часы. 1984. № 51
- Л.Брет. ТЭИИ. Весенняя выставка 1987 г.) // Часы. 1987. № 67
- Владимир Шагин — патриарх ленинградского андеграунда // Декоративное искусство. 1989. № 2
- Подвижная мишень // Новый мир. 1992. № 8
- Три портрета на фоне холстов // Нева. 1994. № 7
- История, извлеченная из дневника // Нева. 1997. № 9
- Неофициальные художники 70-х: Время натиска // Звезда. 1998. № 8
- Объявление о смерти: Читая новую арт-критику // Звезда. 2001. № 3
- «Прекрасное должно быть величаво»: Воспоминания о Рихарде Рудольфовиче Васми // Звезда. 2002. № 4
- Всемирная литература или дар синтеза (Владимир Шинкарев) // Звезда. 2003. № 8
- Нет девиза на щите: Арефьевский круг // Искусство. 2009. № 2
- История иногда исправляет ошибки // Искусство. 2012. № 4
- По ученикам узнается // Искусство. 2012. № 4
- Искусство и зло // Звезда. 2014. № 3
- Юлия Линцбах: незаказанный портрет. Город в акварелях Николая Лапшина и Рихарда Васми. Тексты художников «второй культуры» // Звезда. 2023. №6